# Sybra fortipes
Sybra fortipes es una especie de escarabajo del género Sybra, familia Cerambycidae. Fue descrita científicamente por Breuning en 1964.
Habita en Filipinas. Mide 7 mm.